# Бабино (Кингисеппский район)
Ба́бино — деревня в Котельском сельском поселении Кингисеппского района Ленинградской области.

## История
Упоминается как деревня Leuontieuo Osero by в Толдожском погосте в шведских «Писцовых книгах Ижорской земли» 1618—1623 годов.
На карте Ингерманландии А. И. Бергенгейма, составленной по шведским материалам 1676 года, она обозначена как деревня Järvikylä.
На шведской «Генеральной карте провинции Ингерманландии» 1704 года — как Jervikÿla.
Как три смежных деревни Саккила она обозначена на «Географическом чертеже Ижорской земли» Адриана Шонбека 1705 года.
Как деревня Бабино упомянута на карте Ингерманландии А. Ростовцева 1727 года.
Деревня Бабино упоминается и на карте Санкт-Петербургской губернии Я. Ф. Шмидта 1770 года.
На карте Санкт-Петербургской губернии Ф. Ф. Шуберта 1834 года обозначены три деревни Бабино на восточном берегу озера Леонтьево или Бабинское: Большое, Среднее и Малое.

БАБИНО — деревня принадлежит полковнику барону Притвицу, число жителей по ревизии: 67 м. п., 66 ж. п. (1838 год)

На этнографической карте Санкт-Петербургской губернии П. И. Кёппена 1849 года обозначены три смежных деревни «Babina», расположенных в ареале расселения води. В пояснительном тексте к этнографической карте она записана как деревня Babina (Бабино) и указано количество её жителей на 1848 год: води] — 67 м. п., 72 ж. п., всего 139 человек.
Согласно карте профессора С. С. Куторги 1852 года на восточном берегу озера Бабинское (Леонтьево) находились три смежных деревни: Большое, Среднее и Малое Бабино.

БАБИНА — деревня генерал-лейтенанта барона Притвица, 10 вёрст по почтовой, а остальное по просёлочной дороге, число дворов — 18, число душ — 61 м. п. (1856 год)

БАБИНО — деревня, число жителей по X-ой ревизии 1857 года: 58 м. п., 75 ж. п., всего 133 чел.

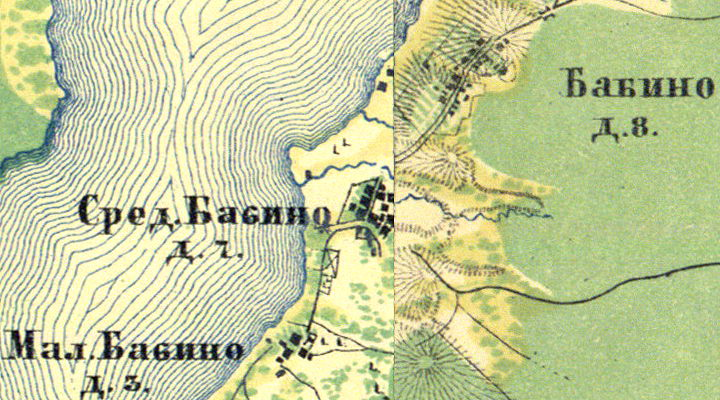
Деревня Бабино на карте 1860 года

Согласно «Топографической карте частей Санкт-Петербургской и Выборгской губерний» в 1860 году деревня Бабино насчитывала 8 крестьянских дворов, к югу от неё располагались деревни Среднее Бабино — 7 дворов и Малое Бабино — 3 двора.

БАБИНО — деревня владельческая при колодцах и озере Бабинском, число дворов — 18, число жителей: 61 м. п., 73 ж. п.; Часовня. (1862 год)

БАБИНО — деревня, по земской переписи 1882 года: семей — 32, в них 75 м. п., 80 ж. п., всего 155 чел.

БАБИНО — деревня, число хозяйств по земской переписи 1899 года — 30, число жителей: 87 м. п., 92 ж. п., всего 179 чел.;
 разряд крестьян: бывшие владельческие; народность: русская — 12 чел., финская — 76 чел., смешанная — 91 чел.

В конце XIX — начале XX века деревня административно относилась к Котельской волости 2-го стана Ямбургского уезда Санкт-Петербургской губернии. Население деревни было смешанным — водско-русским.
В деревне Бабино находилась старая берёза, почитавшаяся священной, возле которой проводились водские языческие обряды.
С 1917 по 1924 год деревни Большое Бабино, Среднее Бабино и Малое Бабино входили в состав Бабинского сельсовета Котельской волости Кингисеппского уезда.
С 1924 года в составе Савикинского сельсовета.
Согласно данным переписи населения СССР 1926 года в деревне Бабино I проживал 51 человек, большинство русские, а также  эстонцы; в деревне Бабино II — 64 человека, все русские; в деревне Бабино III — 60 человек, большинство русские, а также  эстонцы.
С 1927 года в составе Котельского района.
С 1928 года в составе Корветинского сельсовета. В 1928 году население деревни Большое Бабино составляло 175 человек.
С 1 января 1930 года деревни Большое Бабино, Среднее Бабино и Малое Бабино, учитываются областными административными данными как единая деревня Бабино.
С 1931 года в составе Кингисеппского района.
По данным 1933 года деревня Бабино входила в состав Корветинского сельсовета Кингисеппского района.

План деревни Бабино. 1938 год

Согласно топографической карте 1938 года деревня насчитывала 43 двора.
C 1 августа 1941 года по 31 января 1944 года деревня находилась в оккупации.
С 1954 года в составе Великинского сельсовета.
В 1958 году население деревни Бабино составляло 18 человек.
По данным 1966 и 1973 годов деревня Бабино также находилась в составе Великинского сельсовета.
По данным 1990 года деревня Бабино входила в состав Котельского сельсовета.
В 1997 году в деревне Бабино проживал 1 человек, в 2002 году постоянного населения не было, в 2007 году — 1 человек.

## География
Деревня расположена в северо-западной части Кингисеппского района к югу от автодороги А180 (E 20) (Санкт-Петербург — Ивангород — граница с Эстонией) «Нарва».
Расстояние до административного центра поселения — 18 км.
Расстояние до железнодорожной платформы Кямиши — 10 км.
Деревня находится на восточном берегу Бабинского озера.

## Демография
| 1862 | 2007 | 2010 | 2017 |
| ---- | ---- | ---- | ---- |
| 134  | ↘1   | ↗3   | ↘2   |

### Национальный состав
Согласно данным Всероссийской переписи населения 2021 года в деревне проживали 19 человек, все русские.